# 55e cérémonie des Golden Horse Film Festival and Awards
La 55e cérémonie des Golden Horse Film Festival and Awards s'est déroulé le 17 novembre 2018 au Sun Yat-sen Memorial Hall à Taipei, Taïwan. Organisé par le Taipei Golden Horse Film Festival Executive Committee, ces prix récompensent les meilleurs films en  langue chinoise de 2017 et 2018.
Le film An Elephant Sitting Still de Hu Bo remporte le prix du meilleur film. Le film Shadow remporte quatre récompenses dont celle du meilleur réalisateur pour Zhang Yimou.

## Palmarès

### Meilleur film
★ An Elephant Sitting Still de Hu Bo
- Dear Ex de Mag Hsu et Hsu Chih-yen
- Shadow de Zhang Yimou
- Dying to Survive de Wen Muye
- Un grand voyage vers la nuit de Bi Gan

### Meilleur film d'animation
★ On Happiness Road

### Meilleur réalisateur
★ Zhang Yimou pour Shadow
- Bi Gan pour Un grand voyage vers la nuit
- Jiang Wen pour Hidden Man
- Pema Tseden pour Jinpa
- Lou Ye pour The Shadow Play

### Meilleur acteur
★ Xu Zheng pour Dying to Survive
- Duan Yihong pour Une pluie sans fin
- Roy Chiu pour Dear Ex
- Deng Chao pour Shadow
- Peng Yuchang pour An Elephant Sitting Still

### Meilleure actrice
★ Hsieh Ying-hsuan pour Dear Ex
- Betty Sun pour Shadow
- Zhao Tao pour Les Éternels
- Chloe Maayan pour Three Husbands
- Zhou Xun pour Last Letter

### Meilleur acteur dans un second rôle
★ Ben Yuen pour Tracey

### Meilleure actrice dans un second rôle
★ Ding Ning pour Cities of Last Things

### Meilleur scénario original
★ Han Jianü, Zhong Wei et Wen Muye pour Dying to Survive

### Meilleur scénario adapté
★ Hu Bo pour An Elephant Sitting Still

### Meilleure photographie
★ Yao Hung-i, Dong Jinsong et David Chizallet  pour Un grand voyage vers la nuit

### Meilleurs effets spéciaux
★ Samson Wong pour Shadow

### Meilleurs effets visuels
★ Nam Sang-Woo, Young-Soo Park, Hideaki Maegawa, Myung Goo Ji pour Détective Dee : La Légende des Rois célestes

### Meilleure direction artistique
★ Ma Kwong-wing pour Shadow

### Meilleurs maquillages et costumes
★ Chen Minzheng pour Shadow

### Meilleure chorégraphie d'action
★ He Jun, Kenji Tanigaki and Yan Hua pour Hidden Man

### Meilleure musique originale
★ Lim Giong et Point Hsu  pour Un grand voyage vers la nuit

### Meilleure chanson originale
★ Bali Song dans Dear Ex

### Meilleur montage
★ Lei Cheng-ching pour Dear Ex